# Heilig Hartkerk (Boom)

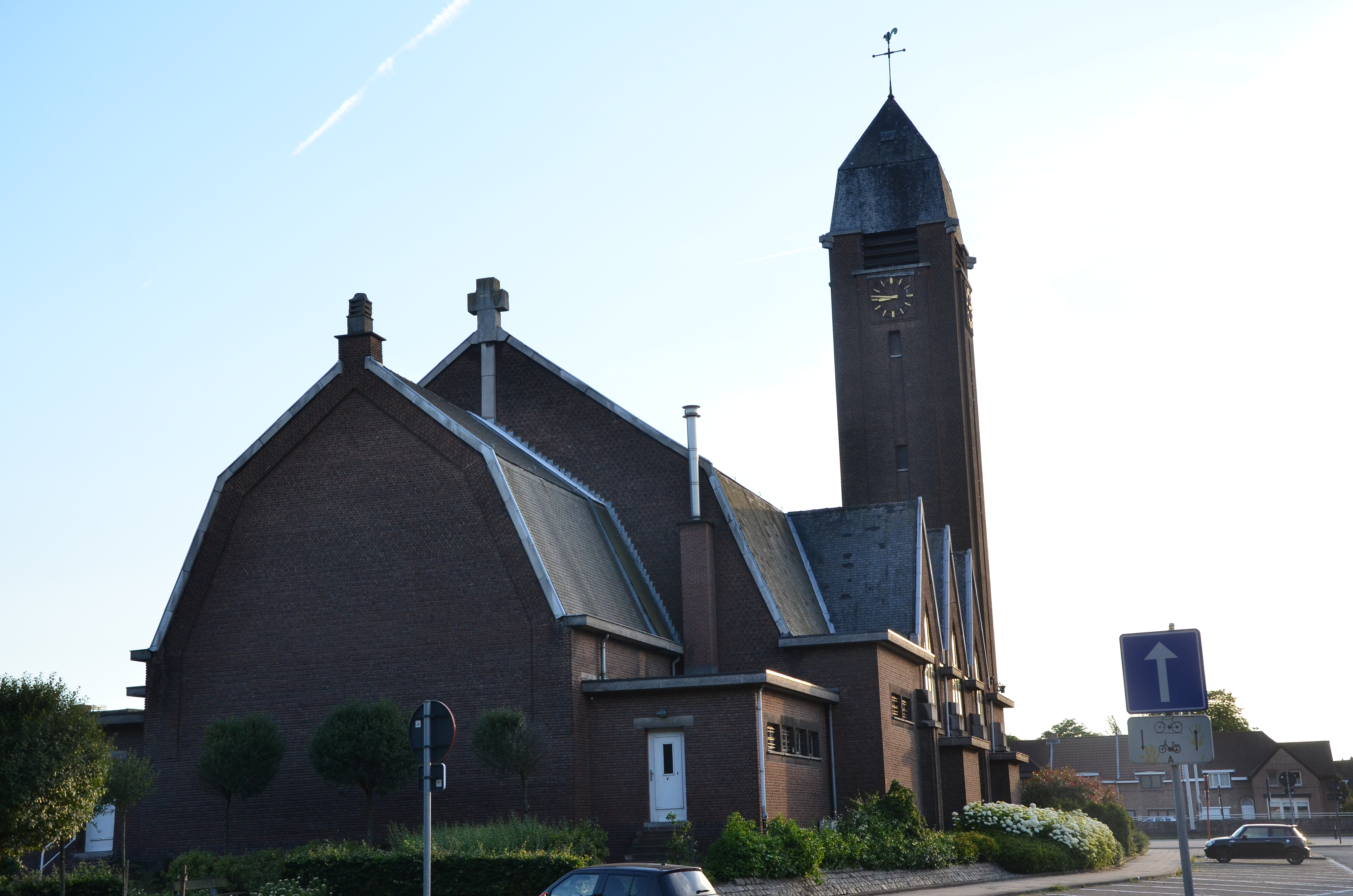
Heilig Hartkerk

De Heilig Hartkerk is een parochiekerk in de Antwerpse plaats Boom, gelegen aan de Antwerpsestraat 360.
Deze kerk werd gebouwd in 1936-1937 naar ontwerp van Camille Bal en Ernest Lamot.
Het is een georiënteerde bakstenen kerk in moderne gotiek en art deco. De kerk wordt gedekt door een geknikt zadeldak en hij heeft een naastgebouwde westtoren.
De kerk bezit glas-in-loodramen van 1956.